# Nassaria callomoni
Nassaria callomoni is een slakkensoort uit de familie van de Buccinidae. De wetenschappelijke naam van de soort is voor het eerst geldig gepubliceerd in 2008 door Poppe, Tagaro & Fraussen.